# Национална галерија уметности у Вашингтону
Национална галерија уметности и припадајући Врт скулптура, национални је уметнички музеј у Вашингтону. Отворен за јавност и бесплатан, музеј је основан 1937. године за амерички народ заједничком резолуцијом Конгреса Сједињених Држава. Колекција слика, цртежа, графика, фотографија, скулптура, медаља и декоративне уметности у Галерији прати развој западне уметности од средњег века до данас, укључујући једину слику Леонарда да Винчија у Америци и највећи мобилни телефон који је створио Александар Колдер.
Комплекс галерије укључује оригиналну неокласичну западну зграду коју је дизајнирао Џон Расел Поуп, која је под земљом повезана са модерном источном зградом, коју је дизајнирао Јо Минг Пеј, и 25 000 м² површине Врта скулптура. У галерији се често приказују привремене посебне изложбе. То је један од највећих музеја у Северној Америци.
Због ширине, обима и величине својих колекција, Национална галерија се сматра једним од највећих музеја у Сједињеним Америчким Државама, често рангирана поред Метрополитенског музеја уметности и Музеја модерне уметности у Њујорку, Института за уметност у Чикагу, Илиноис, и Музеја лепих уметности у Бостону, Масачусетс. Од прва три уметничка музеја у Сједињеним Државама по годишњем посети, једини је бесплатан. Заузима друго место у америчким музејима иза Мета по броју годишњих посетилаца и 10. место у свету.

## Историја
Банкар из Питсбурга (и министар финансија од 1921. до 1932) Ендру В. Мелон почео је да сакупља приватну колекцију слика старих мајстора и скулптура током Првог светског рата. Током касних 1920-их, Мелон је одлучио да своје сакупљачке напоре усмери ка успостављању нове националне галерија за Сједињене Државе.
1930. године, делимично из пореских разлога, Мелон је основао труст који је направио прву велику набавку 1930-31, 21 слику из музеја Ермитаж у Санкт Петербургу, укључујући ремек-дела као што су Рафаелова Алба Мадона, Тицијанова Венера са огледалом, и Јан ван Ајково Благовештење.
У јануару 1937. године Мелон је формално понудио да створи нову Галерију. 24. марта 1937, Конгресним актом прихваћени су фондови за прикупљање и изградњу (обезбеђени преко Труста) и одобрена је изградња музеја.
Нова галерија требало је да буде самоуправна, да је Смитсонијан не контролише, већ је узела стари назив „Национална галерија уметности“, док би Смитсонијанова галерија преименована у „Национална колекција лепих уметности“ (сада Смитсонијан амерички уметнички музеј).
Дизајнирао га је архитекта Џон Раселл Поуп, нову структуру довршио је и прихватио председник Френклин Д. Рузвелт у име америчког народа 17. марта 1941. Ни Мелон ни Поуп нису дочекали завршетак музеја; обојица су умрли крајем августа 1937. године, само два месеца након почетка ископавања. У време свог настанка била је највећа мермерна грађевина на свету. Музеј се налази на бившем месту железничке станице Балтимор и Потомак.
Као што је Мелон очекивао, стварање Националне галерије подстакло је давање многих значајних уметничких колекција од стране бројних приватних донатора.
Источна зграда галерије изграђена је 1970-их. Дизајнирао је архитекта Ј.М. Пеј, савремена грађевина је завршена 1978. године, а отворио ју је председник Џими Картер 1. јуна те године. Нова зграда саграђена је за смештај музејске колекције модерних слика, цртежа, скулптура и графика, као и за студије и истраживачке центре и канцеларије. Дизајн је добио Националну награду части Америчког института архитеката 1981. године.
Коначни додатак комплексу је башта уметничких скулптура. Завршена и отворена за јавност 23. маја 1999. године, локација пружа поставку на отвореном за излагање великог броја дела из савремене колекције скулптура Музеја.
У 2011. години предузете су опсежне обнове галерија.

## Рад
Национална галерија уметности је подржана кроз приватно-јавно партнерство. Савезна влада Сједињених Држава путем годишњих издвајања обезбеђује средства за подршку раду и одржавању музеја. Сва уметничка дела, као и посебни програми, обезбеђују се из приватних донација и средстава. Музеј није део Института Смитсонијан.
Међу запаженим директорима Националне галерије били су Дејвид Е. Финли Јр.(1938-1956), Џон Волкер (1956–1968) и Џ. Картер Браун (1968–1993). Ерл А. Пауел III именован је за директора 1993. године. У марту 2019. наследила га је Кејвин Фелдман, бивши директор и председник Института за уметност Минеаполиса.
Председник музеја је милијардер бизнисмен Мичел Ралс, а председавајућа Шерон Рокфелер.
Улаз у обе зграде Националне галерије уметности је бесплатан. Од понедељка до суботе музеј ради од 10 - 17 сати, а недељом је отворен од 23 до 18 сати. Затворен је 25. децембра и 1. јануара.
Током пандемије ковида 19, Национална галерија била је углавном затворена за јавност. Међутим, посетиоци су могли да закажу састанке за приступ западној згради у малом броју.

## Архитектура
Музеј се састоји од две зграде: Западне зграде (1941) и Источне зграде (1978) повезане подземним пролазом. Западну зграду, састављену од ружичастог мермера из Тенесија, 1937. године пројектовао је архитекта Џон Расел Поуп у неокласичном стилу. Дизајнирана у облику издуженог Н, зграда има куполасту ротонду по узору на унутрашњост Пантеона у Риму. 
Западна зграда има богату колекцију слика и скулптура европских мајстора из средњовековног периода до краја 19. века, као и дела америчких уметника пре 20. века. Издвајамо из колекције многе слике Јоханеса Вермера, Рембранта, Клода Монеа, Винсента ван Гога и Леонарда да Винчија.
Супротно томе, дизајн Источне зграде архитекте Ј.М .Пеја је геометријски, делећи трапезни облик локалитета на два троугла: један једнакокраки, а други мањи правоугли троугао. Простор дефинисан једнакокраким троуглом удомио је јавне функције музеја. Део означен правоуглим троуглом постао је центар за проучавање.
Централна карактеристика зграде је високи атријум осмишљен као отворени унутрашњи простор који је затворен скулптуралним простором површине 16.000 sq ft (1.500 m2). Атријум је изграђен је од истог мермера из Тенесија.
Међутим, 2005. зглобови који причвршћују мермерне плоче на зидове почели су да показују знакове напрезања, стварајући ризик да панели падну на посетиоце. 2008. године, закључено је да постало неопходно уклонити и поново инсталирати све плоче. Реновирање је завршено 2016.
Источна зграда се фокусира на модерну и савремену уметност, са колекцијом која укључује дела Пабла Пикаса, Анрија Матиса, Џексона Полока, Ендија Ворхола, Роја Ликтенстајна, Алекандра Колдера, мурал Роберта Мадервела из 1977. године и дела многих других уметника. Источна зграда такође садржи главне канцеларије и велику истраживачку установу, Центар за напредне студије визуелних уметности. У источној згради је 2012. године била је изложба Барнета Њумана Станице крста, серије од 14 црно-белих слика (1958—66). Серија се такође сматра као спомен на жртве холокауста.
Две зграде повезане су пролазом испод 4. улице. Ту је инсталирана уметничка инсталација Мултиверс, највећа и најсложенија светлосна скулптура Леа Виларела која садржи приближно 41.000 рачунарски програмираних ЛЕД чворова који пролазе кроз канале дуж читавог 200 ft (61 m) простора.
Последњи елемент комплекса Националне галерије уметности, Врт скулптура завршен је 1999. године након више од 30 година планирања. Западно од Западне зграде, на супротној страни Седме улице, налази се Врт скулптура површине 6,1 acres (2,5 ha) који је дизајнирао пејзажни архитекта Лори Олин као спољну галерију за монументалну модерну скулптуру.
Врт скулптура садржи засаде индијанских врста крошњи и цветних стабала, грмља, покривача тла и вишегодишњих биљака. Кружни базен и фонтана чине средиште његовог дизајна, уз лукове од гранита и ломљеног камена над стазама. (Базен током зиме постаје клизалиште.) Скулптуре изложене у околном уређеном подручју укључују комаде Марка Шагала, Дејвида Смита, Роја Ликтенстајна, Жуана Мироа, Луизе Буржоа и др.

## Зграде
- Западна зграда, убрзо након изградње, гледа према северозападу
- Северна страна Западне зграде, са западном страном Источне зграде и Капитолом Сједињених Држава у позадини
- Ротонда западне зграде испод куполе (2004)
- Купола западне зграде (2008)
- Галерија скулптура западне зграде (2007)
- Баштенски терен Западне зграде (2010)
- Сателитски снимак Националне галерије уметности и околних улица (2002)
- Пролаз и светлосна инсталација испод 4. улице која повезује зграде Исток и Запад (2016)
- Јужна страна Источне зграде, са југоисточног угла гледа на северозапад (2010)
- Југозападни угао Источне зграде, поглед на исток (2007)
- Југозападни угао Источне зграде током реновирања, поглед према североистоку (2014)
- Атријум Источне зграде (2007)
- Атријум Источне зграде (2007)

## Збирка
У галеријама колекције и Врта скулптура изложене су европске и америчке слике, скулптуре, радови на папиру, фотографије и декоративне уметности. Слике у сталној колекцији датирају од средњег века до данас. Италијанска ренесансна збирка садржи два панела Maestà Дучоа ди Буонинсења, тондо Поклон мудраца од Фра Анђелика и Филипа Липија, Ботичелијев рад на исту тему, Ђорђонеов Алендалејево рођење, Ђовани Белинијево Празник Богова, Џиневра де Бенчи (једина слика Леонарда да Винчија у Америци) и групе дела Тицијана и Рафаела.
Колекције укључују слике многих европских мајстора, укључујући Ел Грека, и дела Матијаса Гриневалда, Кранаха старијег, Рохира ван дер Вејдена, Албрехта Дирера, Франса Хала, Рембранта, Јоханеса Вермера, Франсиска Гоје, Жан Огиста Доминика Енгра и Ежена Делакроа, између осталих.
Колекција графике Националне галерије садржи 75.000 графика, поред ретких илустрованих књига. Обухвата збирке дела Албрехта Дирера, Рембранта, Ђованија Батисте Пиранесија, Вилијама Блејка, Мери Касат, Едварда Мунка, Џаспера Џонса и Роберта Раушенберга. Колекција је започела са 400 отисака које је дало пет сакупљача 1941. године. Јосеф Е. Вајденер је 1942. године поклонио читаву своју колекцију од скоро 2.000 дела. 1943, Лесинг Розенвалд је поклонио своју колекцију од 8.000 старих мајсторских и модерних графика; између 1943. и 1979. поклонио је још скоро 14.000 радова. 2008. Дејв и Реба Вајт Вилијамс поклонили су своју колекцију од више од 5.200 америчких графика.
У 2013. години, Галерија је купила од приватне француске колекције слику Герарда ван Хонтхорста из 1623. године, Концерт, која није била јавно виђена од 1795. године, уз сталну поставку у холандске и фламанске галерије музеја. Стручњаци за уметност проценили су продајну цену концерта на 20 милиона долара, мада галерија није открила износ који је платила.

## Галерија
Одабрана дјела из колекције
- Јан ван Ајк, Благовести, 1434
- Рохир ван дер Вејден, Портрет једне даме, око 1460
- Ђорђоне, Поклоњење пастира, око 1500
- Рафаел, Каупер Мадона, 1504–05
- Свети Ђорђе и змај, Рафаело, 1506
- Алба Мадона, Рафаело, 1510
- Ђовани Белини и Тицијан, Празник богова, око 1514
- Венеција са огледалом, Тицијан, око 1555
- Лаокоон, Ел Греко, између 1610–1614
- Никола Пусен, Успење Богородице, око 1626
- Рембрант, Млин, 1648
- Рембрант, Аутопортрет са беретом и окренутом огрлицом, 1659
- Јоханес Вермер, Дама која пише писмо, 1665-1666
- Томас Гејнсборо, госпођа Ричард Бринслеј Шеридан, 1787
- Џон Констабл, Вајвенхо Парк, 1816
- Ежен Делакроа, Колумбо и његов син на Ла Рабиди, 1838
- Непознати аутор, Монахиња са велом, око 1863
- Едуар Мане, Стари музичар, 1862
- Клод Моне, Уметников врт у Ветелу, 1880
- Винсент ван Гог, Аутопортрет, август 1889
- Пол Гоген, Аутопортрет са Халом и змијом, 1889
- Пол Сезан, Дечак у црвеном прслуку, 1888–1890
- Клод Моне, Руанска катедрала, западна фасада, сунчева светлост, 1894
- Анри Русо, Екваторијална џунгла, 1909

### Одабране слике из америчке колекције
- Џон Синглтон Коплеј, Вотсон и ајкула (оригинална верзија), 1778
- Гилберт Стјуарт, Клизач, 1782
- Едвард Севиџ, Породица Вашингтон 1789-1796
- Едвард Хикс, Мирно краљевство, око 1834
- Томас Кол, Путовање живота: детињство
- Томас Кол, Путовање живота: младост
- Томас Кол, Путовање живота: зрелост
- Томас Кол, Путовање живота: старост
- Томас Икинс, Трка браће Биглин, 1873
- Винслоу Хомер, Поветарац  1873–1876
- Вилијам Мерит Чејс, Пријатељски позив, 1895
- Роберт Хенри, Снег у Њујорку, 1902
- Чајлд Хасам, Дан савезника, мај 1917, 1917